# Pozonia
Pozonia es un género de arañas araneomorfas de la familia Araneidae. Se encuentra en  América.

## Lista de especies
Según The World Spider Catalog 12.0:
- Pozonia andujari Alayón, 2007
- Pozonia bacillifera (Simon, 1897)
- Pozonia dromedaria (O. Pickard-Cambridge, 1893)
- Pozonia nigroventris (Bryant, 1936)